# Rafael Uccman
Rafael Francisco Batista (Fernandópolis, 15 de junho de 1993), mais conhecido artisticamente como Rafa Uccman é um humorista, influenciador digital, drag queen e ex-modelo brasileiro.

## Biografia
Iniciou sua carreira em 2009, como um dos colírios da revista Capricho. Ao passar dos anos, Uccman, que é publicamente homossexual, assumiu um estilo andrógino e tornou-se gradativamente uma das figuras LGBT mais seguidas do Brasil, com mais de 9 milhões de seguidores no Instagram.
Atualmente é afitrião de um podcast no YouTube, o "Poccast", juntamente com o seu amigo, também influenciador digital Lucas Guedez.
O blogueiro fez sucesso na internet com vídeos engraçados contando seu dia a dia e traumas em relacionamentos amorosos.

## Filmografia
| Ano  | Título               | Personagem           | Notas                                  |
| ---- | -------------------- | -------------------- | -------------------------------------- |
| 2017 | Vade Retro           | Camareiro do leviatã | Episódio: ''29 de junho''              |
| 2021 | Soltos em Floripa    | Ele mesmo            | Reality show                           |
| 2021 | Ilhados com Beats    | Ele mesmo            | Reality show                           |
| 2023 | A Sogra que te Pariu | Motorista            | 1º episódio                            |
| 2024 | 5x Comédia           | Carlinhos            | Episódio: "A Batalha das Sobrancelhas" |

## Prêmios e Indicações
| Ano  | Prêmio                       | Categoria    | Resultado | Ref.  |
| ---- | ---------------------------- | ------------ | --------- | ----- |
| 2018 | MTV Millennial Awards Brasil | Crush do Ano | Venceu    | [ 8 ] |